# Wanjiru Kamau-Rutenberg
Wanjiru Kamau-Rutenberg  née le 19 avril 1978 à Nairobi, est une universitaire et militante kenyane œuvrant en faveur de l'émancipation des femmes noires dans le domaine de l'emploi et de leur intégration aux postes économiques de leader. Elle a conduit différents programmes d'intégration au sein de Schmidt futures, de l'Afrique women in Agriculture Research ans développement (AWARD) dont elle a été directrice. Elle est également la fondatrice et ancienne directrice exécutive d'Akili dada,  un incubateur de leadership des filles et les jeunes femmes africaines et un ancien professeur adjoint de politique de l'Université de San Francisco.
Elle a reçu de nombreuses distinctions pour son travail.

## Formation
Kamau-Rutenberg a obtenu un doctorat en sciences politiques de l'université du Minnesota, Minneapolis, où elle s'est concentrée sur les relations internationales, les études de genre et de l'histoire africaine. Sa thèse de 2008 sur l'impact de la politique ethnique sur la législation des droits des femmes pendant la transition démocratique au Kenya a théorisé sur l'intersection du genre, la reproduction des identités ethniques et le processus de démocratisation dans les économies émergentes. Son essai utilisant une optique de genre pour explorer la circoncision forcée des hommes lors de la violence ethnique post-électorale au Kenya en 2007-2008 a été l'un des premiers du genre à utiliser les expériences des hommes africains en matière de violence politique comme point de départ pour théoriser l'intersection du genre et de la politique et a été publié dans la série des documents de travail de recherche sur la justice transitionnelle de l'université d'Oxford. Elle a reçu aussi un doctorat en lettres humaines (Honoris causa) du Whitman collège, à Washington. Ce document honorifique a reconnu son travail académique et son activisme en faveur de l'égalité des sexes, en particulier en Afrique. Elle a prononcé le discours d'ouverture devant la promotion de 2017 dans le cadre de la cérémonie de remise de prix.
Kamau-Rutenberg est également titulaire d'une maîtrise en art en sciences politiques de l'université du Minnesota, Minneapolis, décernée en 2005, et d'un Baccalauréat en politique du Whitman collège, Walla Walla Washington, décerné en 2001.

## Carrière
En 2005, Kamau-Rutenberg a créé Akili dada,, un incubateur de leadership pour filles et jeunes femmes basé à Nairobi, au Kenya, pour lutter contre la sous-représentation des femmes au poste de direction en Afrique.
Kamau-Rutenberg a également été professeur adjoint à l'université de san Francisco. Au cours de sa carrière universitaire, elle s'est concentrée sur la politique de l'aide internationale et du développement, la politique de la philanthropie mondiale, Politique africaine, relations internationales, Politique de race et identité ethnique. Kamau-Rutenberg a été aussi chargée de cours en relations internationales chez Hekima University College, un collègue constituant de l'université catholique de l'Afrique de l'Est, à Nairobi, au Kenya, d'août 2013 en janvier 2014. En mars 2014, elle a été nommée directrice de l'Afrique women Agricultural Research and développement (AWARD) qui est hébergé par le centre mondial d'agroforesterie dont le siège est à Nairobi au Kenya. AWARD investit dans les scientifiques agricoles, les instituts de recherche et les entreprises agroalimentaires, renforçant leurs capacités à fournir une innovation agricole sensible au genre pour une prospérité inclusive et axée sur l'agriculture à travers l'Afrique.
En 2017, AWARD a annoncé le one planet fellowships , une initiative de 20 millions de dollars sur 5 ans pour investir dans le carrière de 600 scientifiques travaillant à la recherche pour aider les petits exploitants agricoles africains à s'adapter au changement climatique.
Elle travaille quelque temps au sein de Schmidt futures pour aider le New York Stock Exchange et d'autres organisations à diversifier leur recrutement, tout en formant des femmes noires à des outils leur permettant d'occuper des fonctions de cadre de haut niveau.
En février 2024, elle rejoint la Fondation Ford pour y développer un programme de même nature.
Elle siège également au comité de sélection de l'Africa Food Prize.

## Distinctions
En 2021, elle est classée pour la seconde fois comme l'une des 100 Africaines les plus influentes par le magazine New African, après avoir multiplié les distinctions honorifiques telles que le White House Champion of Change décerné par le gouvernement Obama, le titre Ford Fondation Champion of Democracy, le prix de l'innovation interculturelle des Nations-Unies, ou l'élection sur la liste des Top women de moins de 40 ans au Kenya.